# Abraham Negrete
Abraham Octavio Negrete Ortiz (* 29. června 1978 Ciudad de México) je bývalý mexický zápasník – judista.

## Sportovní kariéra
Vrcholově se připravoval v Ciudad de México ve sportovním tréninkovém centru CONADE. V mexické mužské reprezentaci se pohyboval od roku 1997 v pololehké váze do 66 kg, ale výrazně na sebe upozornil až s přestupem do vyšší lehké váhy do 73 kg od roku 2005. Tehdy se stal oporou reprezentace vedené Brazilcem Amadeem Díasem. V roce 2008 se však na olympijské hry v Pekingu nekvalifikoval a záhy ukončil sportovní kariéru.

## Výsledky
| Turnaj                  | 1996           | 1997           | 1998           | 1999           | 2000           | 2001           | 2002           | 2003           | 2004           | 2005       | 2006       | 2007       | 2008       |
| Turnaj                  | 18             | 19             | 20             | 21             | 22             | 23             | 24             | 25             | 26             | 27         | 28         | 29         | 30         |
| Turnaj                  | pololehká váha | pololehká váha | pololehká váha | pololehká váha | pololehká váha | pololehká váha | pololehká váha | pololehká váha | pololehká váha | lehká váha | lehká váha | lehká váha | lehká váha |
| ----------------------- | -------------- | -------------- | -------------- | -------------- | -------------- | -------------- | -------------- | -------------- | -------------- | ---------- | ---------- | ---------- | ---------- |
| Olympijské hry          | —              |                |                |                | —              |                |                |                | —              |            |            |            | —          |
| Mistrovství světa       |                | —              |                | —              |                | —              |                | —              |                | úč.        |            | úč.        |            |
| Panamerické hry         |                |                |                | 7.             |                |                |                | —              |                |            |            | 5.         |            |
| Panamerické mistrovství | —              | ?              | ?              | 5.             | —              | ?              | ?              | —              | —              | 3.         | 5.         | úč.        | 7.         |
| Středoamerické a k. hry |                |                | ?              |                |                |                | —              |                |                |            | 5.         |            |            |
| MS juniorů              | úč.            |                |                |                |                |                |                |                |                |            |            |            |            |